# JAC Binyue
JAC Binyue (кит. 宾悦) — компактный представительский автомобиль, выпускаемый китайской компанией JAC Motors с 2008 по 2012 год.

## Описание
При разработке автомобиля JAC Binyue компания опиралась на Mercedes-Benz W203. Первоначально автомобиль назывался JAC Binyue C20. Его цена варьировалась от 88800 до 149700 юаней.
В 2011 году автомобиль прошёл рестайлинг и получил название JAC Binyue C18. Объём двигателя был уменьшен с 2 до 1,8 литров. Цены составляли от 95900 до 139800 юаней. До 2012 года цены варьировались от 91800 до 132800 юаней.

В настоящее время в России автомобиль производится на заказ под названием JAC J7. Конкурентом является Audi A5.

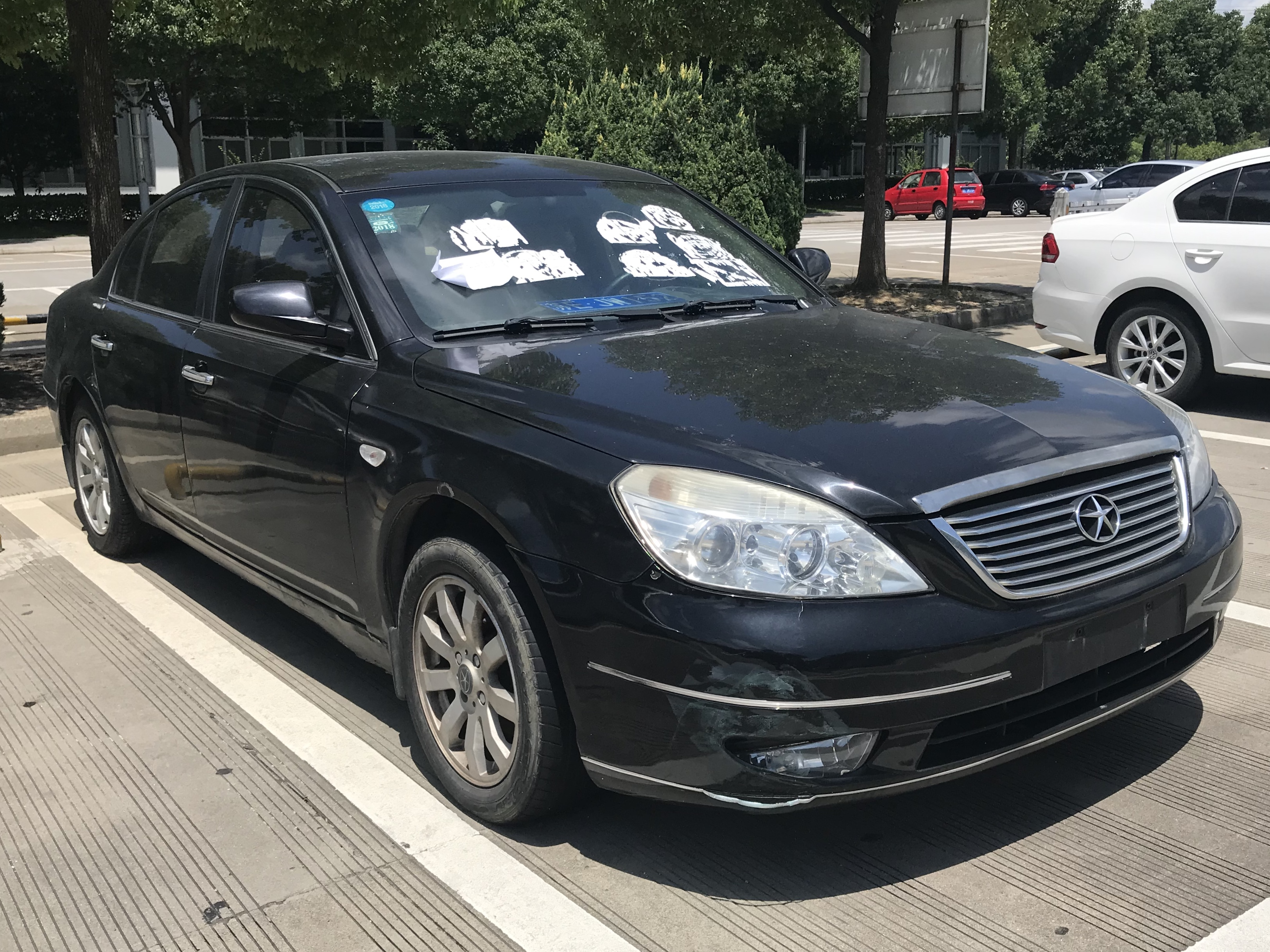
Вид спереди
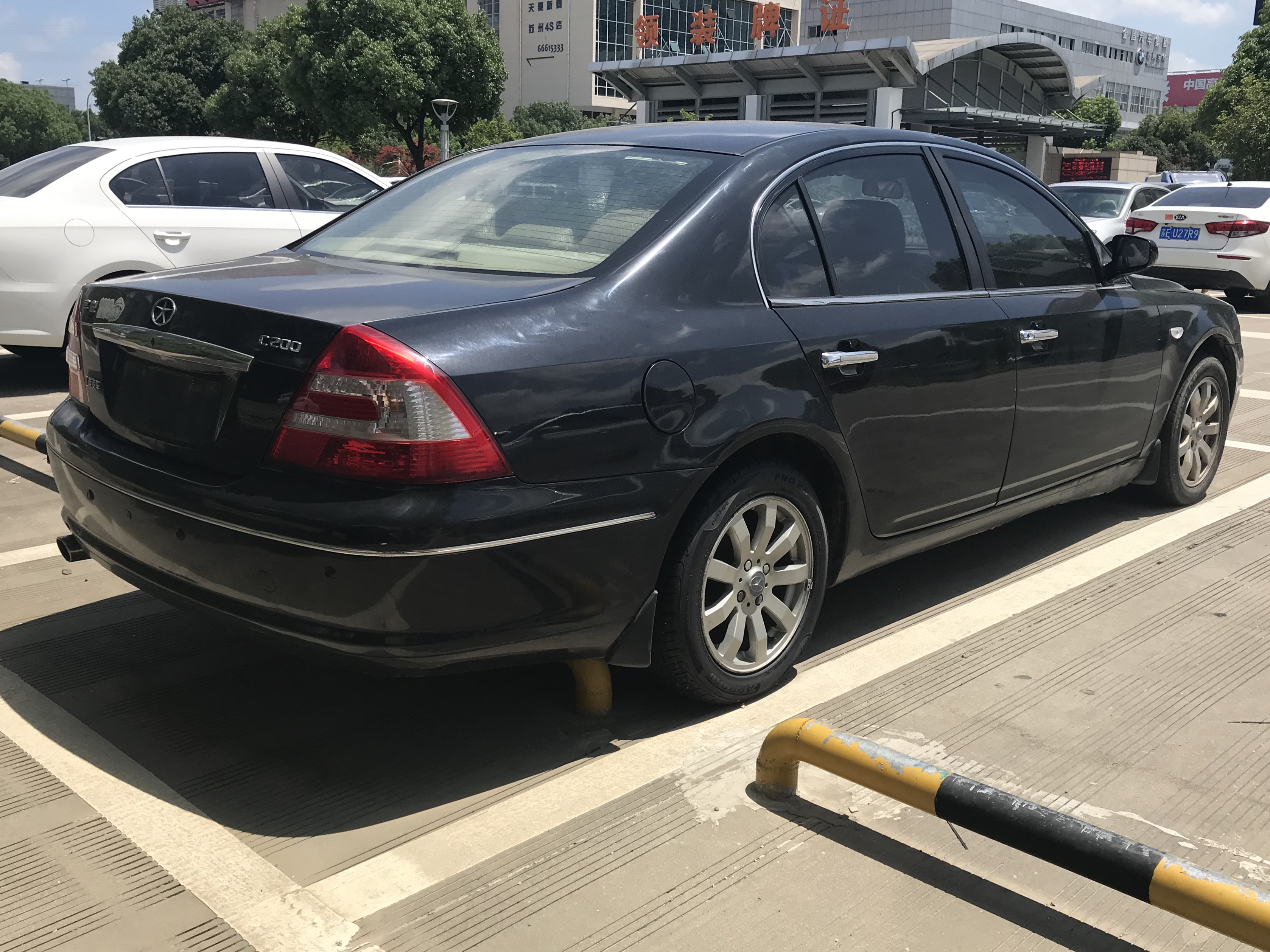
Вид сзади

## JAC HFC7200CL
JAC HFC7200CL — прототип автомобиля JAC Binyue C18, представленный в октябре 2011 года.